# Mark Woodforde
Mark Woodforde (Adelaide, 23 settembre 1965) è un allenatore di tennis ed ex tennista australiano.

## Biografia
È stato uno dei migliori specialisti del doppio degli anni novanta, quando ha formato con il connazionale Todd Woodbridge la coppia diventata celebre con il soprannome di "The Woodies".
In carriera ha vinto dodici titoli di doppio nei tornei del Grande Slam tra cui sei a Wimbledon.
Con Woodbridge ha vinto due medaglie olimpiche, l'oro ad Atlanta nel 1996 e l'argento a Sydney nel 2000.
Come singolarista il suo risultato più prestigioso è la semifinale dell'Australian Open, raggiunta nel 1996.
Ha disputato tre finali di Coppa Davis con la squadra australiana, tra cui quella vincente del 1999 contro la Francia.
Complessivamente in carriera ha vinto 71 tornei, 4 in singolare e 67 in doppio.

## Statistiche

### Singolare

#### Vittorie (4)
| Legenda                   |
| Grande Slam (0)           |
| ATP World Tour Finals (0) |
| ATP Masters 1000 (0)      |
| ATP World Tour 500 (1)    |
| ATP World Tour 250 (3)    |

| N  | Data             | Torneo                                                 | Superficie | Avversario in finale | Punteggio          |
| 1. | 20 gennaio 1986  | Heineken Open, Auckland                                | Cemento    | Bud Schultz          | 6–4, 6–3, 3–6, 6–4 |
| 2. | 4 gennaio 1988   | Australian Men's Hardcourt Championships, Adelaide (1) | Cemento    | Wally Masur          | 6–2, 6–4           |
| 3. | 9 gennaio 1989   | Australian Men's Hardcourt Championships, Adelaide (2) | Cemento    | Patrik Kühnen        | 7–5, 1–6, 7–5      |
| 4. | 22 febbraio 1993 | U.S. Pro Indoor, Filadelfia                            | Carpet     | Ivan Lendl           | 5–4, rit.          |

#### Sconfitte in finale (5)
| Numero | Data             | Torneo                                   | Superficie | Avversario in finale | Punteggio     |
| 1.     | 9 ottobre 1989   | Queensland Open, Brisbane                | Cemento    | Nicklas Kroon        | 6–4, 2–6, 4–6 |
| 2.     | 10 agosto 1992   | Farmers Classic, Los Angeles (1)         | Cemento    | Richard Krajicek     | 4–6, 6–2, 4–6 |
| 3.     | 16 novembre 1992 | European Community Championship, Anversa | Carpet     | Richard Krajicek     | 2–6, 2–6      |
| 4.     | 8 agosto 1994    | Farmers Classic, Los Angeles (2)         | Cemento    | Boris Becker         | 2–6, 2–6      |
| 5.     | 19 ottobre 1998  | Singapore Open, Singapore                | Carpet     | Marcelo Ríos         | 4–6, 2–6      |